# Gare de Tukwila (Amtrak)
La  gare de Tukwila est une gare ferroviaire des États-Unis située dans la ville de Tukwila dans l'État de Washington; elle est desservie par Amtrak. C'est une gare sans personnel.

## Histoire
Elle est mise en service en 2000.

## Service des voyageurs

### Desserte
- Ligne d'Amtrak[1] :
  - Le Cascades: Eugene - Vancouver
- Sounder commuter rail :
  - South line